# Paratanais monodi
Paratanais monodi is een naaldkreeftjessoort uit de familie van de Paratanaidae. De wetenschappelijke naam van de soort is voor het eerst geldig gepubliceerd in 1971 door Makkaveeva.